# YoVille
YoVille是社交遊戲公司Zynga旗下其中一個最受歡迎的社交網路遊戲。創立於2008年5月8日，2010年5月止在社交網站臉書中的官方粉絲群組中有超過500萬名粉絲。此遊戲平台是在臉書或在MySpace上進行的。